# Franz Burkhard (Jurist)
Franz Burkhard (* 1490; † 9. Dezember 1539 in Rain (Lech)) war ein deutscher Jurist und Hochschullehrer für Zivil- und Kirchenrecht an der Universität Ingolstadt.

## Leben
1515 immatrikulierte Franz Burkhard sich am Lehrstuhl für Rechtswissenschaft der Universität Ingolstadt. Ab 1519 war er ordentlicher Professor für Zivilrecht, später für Kirchenrecht. Er war ein Gesinnungsgenosse von Johannes Eck und an der Universität Wortführer sowohl in den Kämpfen zwischen Studenten und Stadt wie in den religiösen Auseinandersetzungen der Zeit. Er war ein entschiedener Gegner der Glaubenserneuerung.
1522 drängte Burkhard, zusammen mit Johannes Eck und Georg Hauer, den einflussreichen Kanzler Leonhard von Eck dazu, bei Wilhelm IV. (Bayern) auf den Erlass des ersten bayerischen Religionsmandats hinzuwirken.
1523 führte Franz Burkhard Verhöre gegen lutherische Magister durch und unterschrieb die Verurteilung der Artikel von Arsacius Seehofer. Am 7. Juli 1523 ließ Wilhelm IV. (Bayern) auf das Gutachten Burkhards hin den Bäckerknecht Sebastian Tuschler in München enthaupten. Nach der Hinrichtung brüstete sich Burkhard damit, dass er es gewesen sein, der das Todesurteils erwirkt habe. 1524 wurde Franz Burkhard Vollzugskommissar des 2. bayerischen Religionsmandats und 1530 zum Superattendens der artistischen Fakultät gewählt.
1539 übersiedelte er mit der Juristischen Fakultät wegen der in Ingolstadt ausgebrochenen Pest nach Rain (Lech). Literarisch ist er nicht hervorgetreten. Begraben wurde er in Ingolstadt.